# Segrestant la senyoreta Tingle
Segrestant la senyoreta Tingle (títol original: Teaching Mrs. Tingle) és una pel·lícula estatunidenca dirigida per Kevin William, estrenada el 1999. Ha estat doblada al català.

## Argument
Una professor, Mrs. Tingle, terroritza els alumnes de Grandsboro High. A Leigh Ann Watson li cal la nota màxima en història. Acusada de fer trampes amb dos dels seus amics, han de provar la seva innocència i ser més astuts que el seu professor.

## Repartiment
- Helen Mirren: Mrs. Eve Tingle
- Katie Holmes: Leigh Ann Watson
- Barry Watson: Luke Churner
- Marisa Coughlan: Jo Lynn Jordan
- Liz Stauber: Trudie Tucker
- Jeffrey Tambor: Entrenador 'Spanky' Wenchell
- Michael McKean: Principal Potter
- Molly Ringwald: Srta. Banks
- Vivica A. Fox: Srta. Gold
- John Patrick White: Brian Berry
- Robert Gant: Professor

## Rebuda
El film ha estat un fracàs comercial, informant aproximadament 14,651 milions dee dòlars al box-office mundial, dels quals 8,951 a Amèrica del Nord, per a un pressupost de 13 milions.
Ha rebut una acollida de crítica desfavorable, recollint un 19 % de crítiques positives, amb una nota mitjana de 4/10 i sobre la base de 69 crítiques recollides, en el lloc Rotten Tomatoes. A Metacritic, obté un resultat de 35/100 sobre la base de 32 crítiques recollides.
"Sincer retroexercici de catarsi teen, prenyat d'humor cruel. Per a amants de la comèdia intel·ligent i malvada. El millor; els interpretacions de Mirren i l'espectacular Coughlan. No se la perdi"
És deixa veure només per un element: el personatge de Miss Tingle, una reencarnació dels nostres dimonis estudiantils, magníficament interpretada per Helen Mirren

## Nominacions
- 2000: Premis Saturn, categoria Millor film de terror
- 2000: MTV Movie Award, categoria Millor petó entre Katie Holmes i Barry Watson
- 2000: Premis Teen Choice

## Al voltant de la pel·lícula
- L'any 1997, Jack Bender ha adaptat la novel·la de Lois Duncan Killing Mr. Griffin sota forma de telefilm, amb el títol Killing Mr. Griffin.
- Inicialment el film havia de titular-se Killing Mrs. Tingle, però va canviar per Teaching Mrs. Tingle després dels esdeveniments de la Massacre de Columbine[7]
- A Alemanya, el títol Tötet Mrs. Tingle (Kill Mrs. Tingle) també va ser reemplaçat per Mrs. Tingle (Save Mrs. Tingle) a causa d'un incident similar a la Massacre de Columbine.[4]
- Mrs. Tingle va ser parodiada a Scary Movie.